# Blotiella natalensis
Blotiella natalensis là một loài thực vật có mạch trong họ Dennstaedtiaceae. Loài này được (Hook.) R.M. Tryon miêu tả khoa học đầu tiên năm 1962.

## Hình ảnh

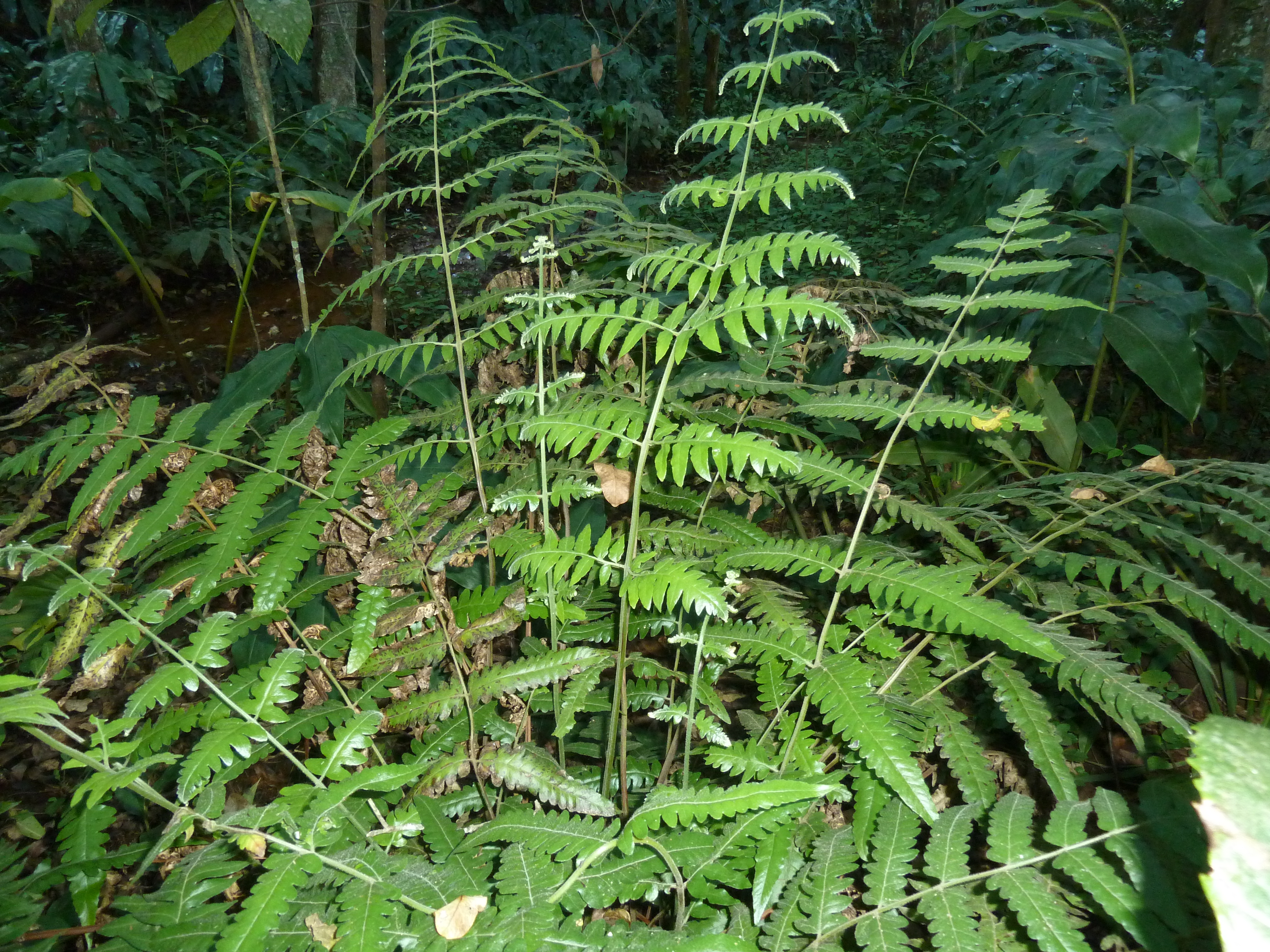
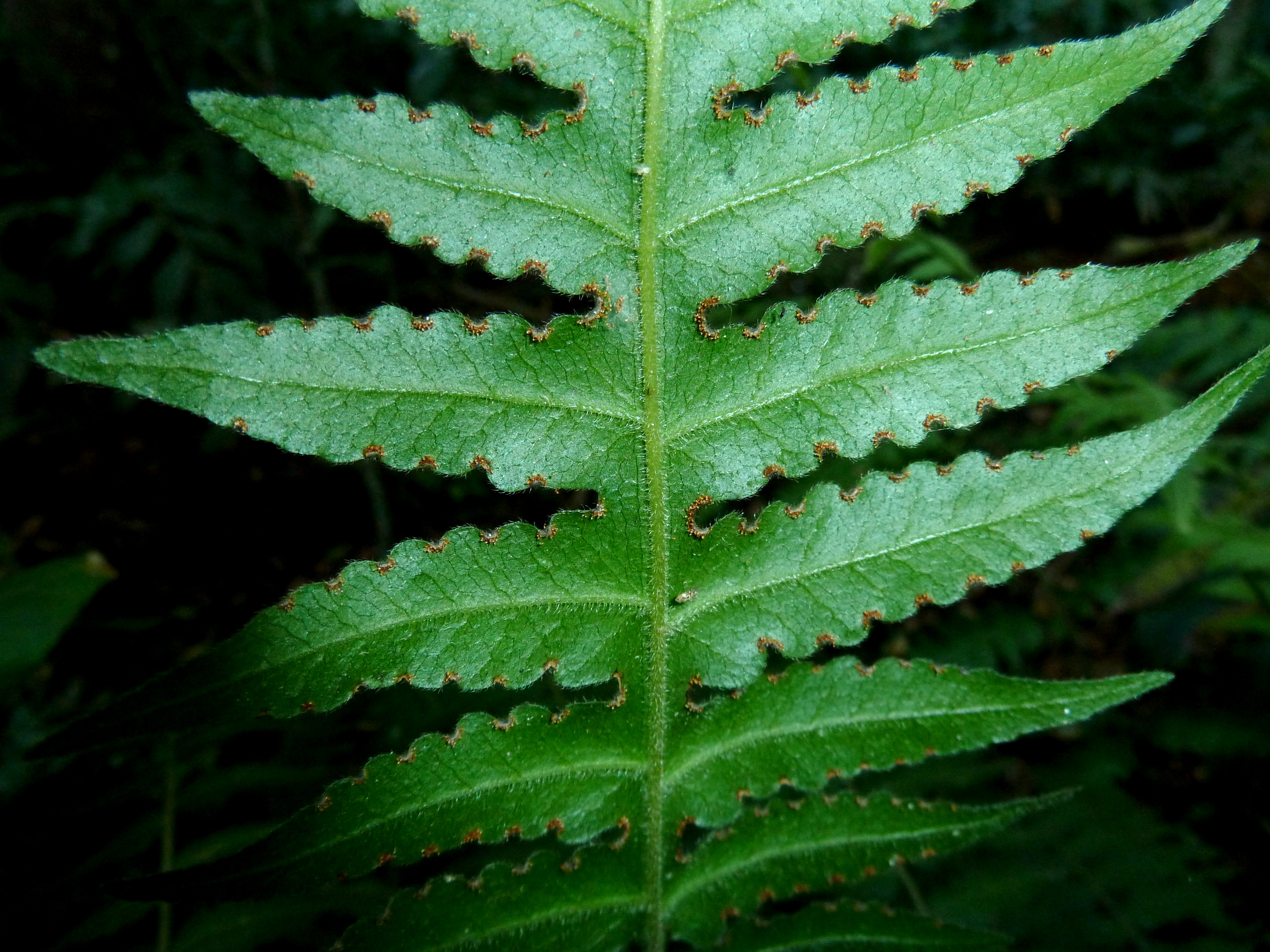